# Équipe de Corée du Nord féminine de volley-ball
L'équipe de Corée du Nord féminine de volley-ball est l'équipe nationale qui représente la Corée du Nord dans les compétitions internationales féminines de volley-ball. 
Elle est actuellement classée au 82e rang du classement de la Fédération internationale de volley-ball au 23 juin 2022.
L'équipe nord-coréenne est médaillée de bronze des Jeux olympiques d'été de 1972.

## Palmarès
- Jeux olympiques
  - Troisième (1) : 1972

- Championnat du monde
  - Troisième (1) : 1970